# Santa Clara (Utah)
Santa Clara es una ciudad en el condado de Washington, estado de Utah, Estados Unidos. Según el censo de 2000, tenía una población de 4.630 habitantes.

## Población
- 5.907 habitantes.

## Geografía
- Altitud: 840 metros.
- Latitud: 37° 07' 59" N
- Longitud: 113° 39' 11" O

- Datos: Q483249
- Multimedia: Santa Clara, Utah / Q483249

1. ↑  Zip Data Maps, código ZIP n.º 84765.